# قياس سرعة السوائل بإستخدام قوة لورينتز
قياس تدفق السوائل بإستخدام قوة لورينتز، (بالإنجليزية: Lorentz force velocimetry)‏ LFV، هي تقنية لاتلامسية تعتمد على قياس قوة التدفق الكهرومغناطيسي. وهي تستخدم خاصة في قياس سرعة السوائل المعدنية المذابة متل الستيل والألمنيوم، وهي حالياً تحت التطوير لتستخدم بشكل موسع بتطبيقات الميتالورجي (علم ببحث استخراج المعادن). يسمى النظام الذي يستخدم هذه التقنية بمقياس التدفق باستخدام قوة لورينتز أو باختصار فيلوميتر.

## مقدمة
إن استعمال الحقل المغناطيسي بقياس التدفق قديم ويعود للقرن التاسع عشر، عندما حاول مايكل فاراداي بعام 1832 قياس سرعة نهر التايمز. فاراداي طبق طريقة على النهر الجاري المعرض لحقل مغناطيسي (حقل الأرض المغناطيسي) وقام بقياس الجهد المتولد عن طريق قطبين كهربائيين -مصعد ومهبط- يتخللان النهر الجاري. تعد طريقة فاراداي أساس لأنجح طريقة تستخدم حاليا بالصناعات لقياس الناقلية الكهربائية وتسمى مقياس الناقلية (فلوميتر). المبدأ النظري لهذا الجهاز (مقياس الناقلية) جرى تطويره بشكل شامل على يد البرفسور شيركليف في بداية 1950.
مقياس الناقلية يستخدم بكثرة في قياس السوائل بدرجات حرارة منخفضة ولكنه لا يستخدم في قياس الناقلية للسوائل العالية الحرارة ولا يمكن استخدامه في بعض التطبيقات التي قد يوجد صعوبة تقنية في إيصال الأقطاب الكهربائية إلى داخل السائل.
الفيزيائي البريطاني آرثر شيركليف هو أول من أوجد مبدأ قياس سرعة السوائل بإستخدام قوة لورينتز في عام 1950 م، لكن لم يوجد له كثيراً من التطبيقات العملية في البداية حتى استُخدم المغناطيس الدائم القوي، وتقنيات قياس القوة العالية الدقة وبرامج المحاكاة القادرة على حل مشاكل المغناطيس.
اعتمادا على البحث النظري الذي قدمه العالم آرثر، كانت هناك محاولات عديدة لتطوير طرق لقياس سرعة السوائل والتي لا تتطلب ملامسة ميكانيكية مع السائل. أكثر هذه الطرق شيوعا هي مقياس تيارات إيدي المتحرضة الذي يقيس تأثير السائل على التيار الكهربائي المتحرض بوشيعة محتكة مع السائل المراد قياس سرعته.
حديثاً هناك طرق جديدة لا تلامسية لقياس سرعة السائل عن طريق تطبيق حقل مغناطيسي على السائل والسرعة تقاس عن طريق قياس التشوه الجاري على التدفق والناجم عن الحقل المغناطيسي المطبق.

## المبدأ والتفسير الفيزيائي
ما نقوم به فعلياً هو قياس قوة لورنتز المتولدة في السائل المتحرك نتيجة تعرضه لحقل مغناطيسي متغير. حيث أنه وفقا لقانون فارادي عندما يتحرك معدن أو سائل ناقل ضمن حقل مغناطيسي، تتولد تيارات متحرضة تدعي تيارات إيدي، هذه التيارات تقوم بدورها بتوليد حقول مغناطيسية ثانوية حسب قانون أمبير وماكسويل. تفاعل تيارات إيدي مع الحقول المغناطيسية الثانوية يولد قوى لورينتز التي تعاكس اتجاه حركة السائل الناقل أو المعدن وتحاول إعاقة حركته. حسب قانون نيوتن الثالث (قانون الفعل ورد الفعل) تتولد قوة مساوية لقوة لورينتز بالمطال ومعاكسة بالاتجاه تؤثر على الحقل المغناطيسي الرئيسي. من خلال قياس هذه القوة (والتي كثافتها {\displaystyle {\vec {f}}={\vec {j}}\times {\vec {B}}}) نستطيع معرفة سرعة السائل بسبب التناسب الطردي بين مطال القوة والسرعة.
تعطى كثافة قوة لورينتز
حيث أن {\displaystyle \sigma } هي الناقلية الكهربائية للسائل، {\displaystyle v} سرعة السائل و{\displaystyle B} مطال الحقل المغناطيسي.
حقيقة أن قوة لورينتز متناسبة طرديا مع سرعة السائل ومع ناقليته الكهربائية معروفة جدا ويمكن الاستفادة من هذه الخاصية باستخدام قياس قوة لورينتز كوسيلة لقياس سرعة السائل وهذا يختصر مبدأ عمل : فيلوسيمتري قوة لورينتز LFV
الحقل المغناطيسي الرئيسي {\displaystyle {\vec {B}}\left({\vec {r}}\right)} يمكنه أن يولد مغناطيس دائم أو تيار رئيسي {\displaystyle {\vec {J}}\left({\vec {r}}\right)} (انظر الشكل 1).
حركة السائل تحت تأثير الحقل المغناطيسي الرئيسي تؤدي إلى توليد تيارات إيدي المتحرضة التي تظهر بالشكل 3 وسوف نرمز لها ب {\displaystyle {\vec {j}}\left({\vec {r}}\right)} وتسمى بالتيارات الثانوية.
الاحتكاك بين هذه التيارات والحقل المغناطيسي الرئيسي هو المسؤول عن توليد قوة لورينتز 
والتي تعاكس إتجاه السائل .
تيارات إيدي المتحرضة الثانوية تولد حقل مغناطيسي ثانوي {\displaystyle {\vec {b}}\left({\vec {r}}\right)}. احتكاك هذا الحقل المغناطيسي الثانوي مع الحقل المغناطيسي الأولي يعطي قوة لورينتز والتي تؤثر على المغناطيس 
حسب قانون الفعل ورد الفعل فإن قوة لورينتز المؤثرة على السائل تساوي وتعاكس بالاتجاه مثيلتها والتي تؤثر على المغناطيس الدائم

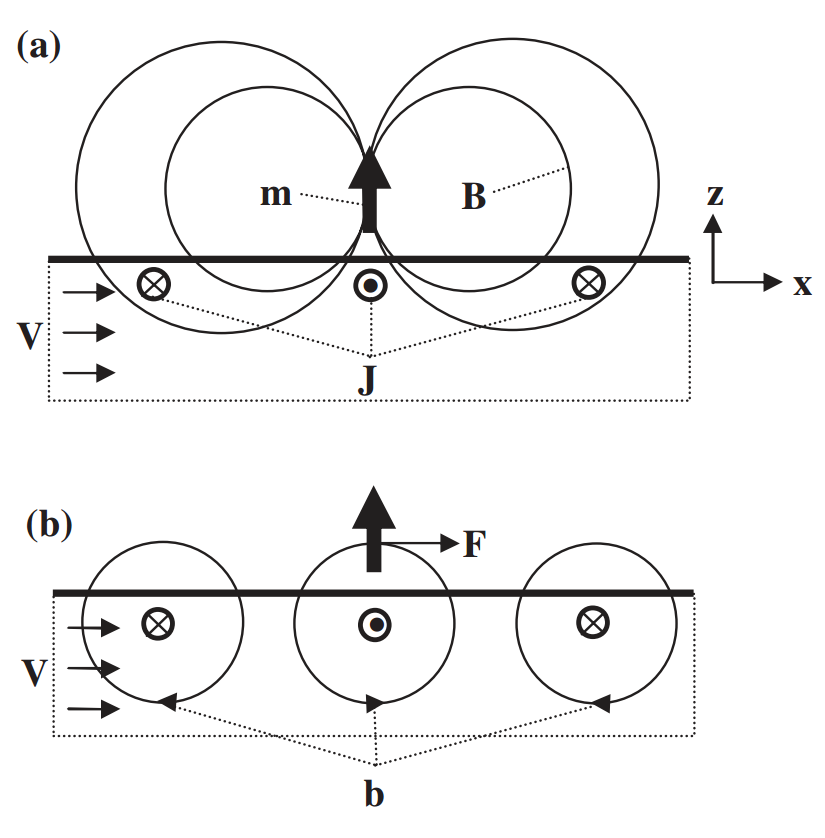
الشكل-2: االتوزع المكاني للحقول المغناطيسية في مقياس سرعة السوائل
(a) الحقل المغناطيسي الرئيسي ، وتيارات إيدي المتحرضة الناتجة عن احتكاك المغناطيس مع السائل الناقل
(b) الحقل المغناطيسي الثانوي المتولد بسبب تيارات إيدي

القانون العام الذي يربط القوة المقاسة بالسرعة المجهولة يمكن اشتقاقه من خلال المثال المبسط المشروح بالشكل (2): هنا مغناطيس دائم صغير الحجم له عزم مغناطيسي {\displaystyle m} يتوضع على مسافة {\displaystyle L} من سائل متحرك بسرعة منتظمة {\displaystyle v} موازية لسطح السائل الحر.
في حال اعتبرنا المغناطيس صغير لدرجة يمكن افتراض أنه ديبول بعزم مغناطيسي {\displaystyle {\vec {m}}=m{\hat {e}}_{z}} والذي حقله المغناطيسي يعطى بالعلاقة :
حيث أن {\displaystyle {\vec {R}}={\vec {r}}-L{\hat {e}}_{z}} و{\displaystyle R=\mid {\vec {R}}\mid }.
لنفترض أن سرعة الحقل {\displaystyle {\vec {v}}=v{\hat {e}}_{x}} من أجل {\displaystyle z<0} فإن تيارات إيدي المتحرضة يمكن أن تحسب من قانون أوم للحقل الكهربائي المتحرك:
خاضعة للشروط الحدية : {\displaystyle J_{z}=0} at {\displaystyle z=0} and {\displaystyle J_{z}\to 0} as {\displaystyle z\to 1}.
أولا نحسب الجهد الكهربائي من خلال :
حيث أن كثافة التيار الكهربائي تحسب بسهولة. إن اتجاههم أفقي وحالما تصبح قيمهم معلومة فمن السهل حساب الحقل المغناطيسي الثانوي من خلال قانون بيوت-سافارت قانون بيوت - سافارت
{\displaystyle {\vec {b}}\left({\vec {r}}\right)}.
و أخيرا القوة يمكن حسابها بالعلاقة :

للمشكلة الحالية، كل هذه الخطوات يمكن القيام بها من الناحية التحليلية دون استخدام أي تقريب رياضي وتؤدي إلى النتيجة: 

وهذا يزودنا بالتقريب التالي : 

## تطبيقات وتجهيزات مختلفة حسب المبدأ
مقاييس التدفق التي تعتمد على قوة لورينتز يمكن أن تنقسم لعدة أقسام، فيمكن لإحداها أن يكون المغناطيس ثابت ونقييس القوة المؤثرة على المغناطيس وأخرى يكون فيها المغناطيس مثبت على عجلة دوارة وتعتبر سرعة الغزل هي التعبير المرادف لسرعة التدفق في هذه الحالة .
من الواضح أن القوة المؤثرة على مقياس التدفق LFV تعتمد على توزيع السرعة (velocity distribution )وعلى شكل المغناطيس المستخدم.هذا التصنيف يعتمد على الاتجاه النسبي للمجال المغناطيسي المطبق بالنسبة لاتجاه تدفق السائل. الشكل 3 يظهر بوضوح الفرق بين مقياس التدفق الطولاني (longitudinal LFV )و مقياس التدفق المستعرض (transverse LFV).

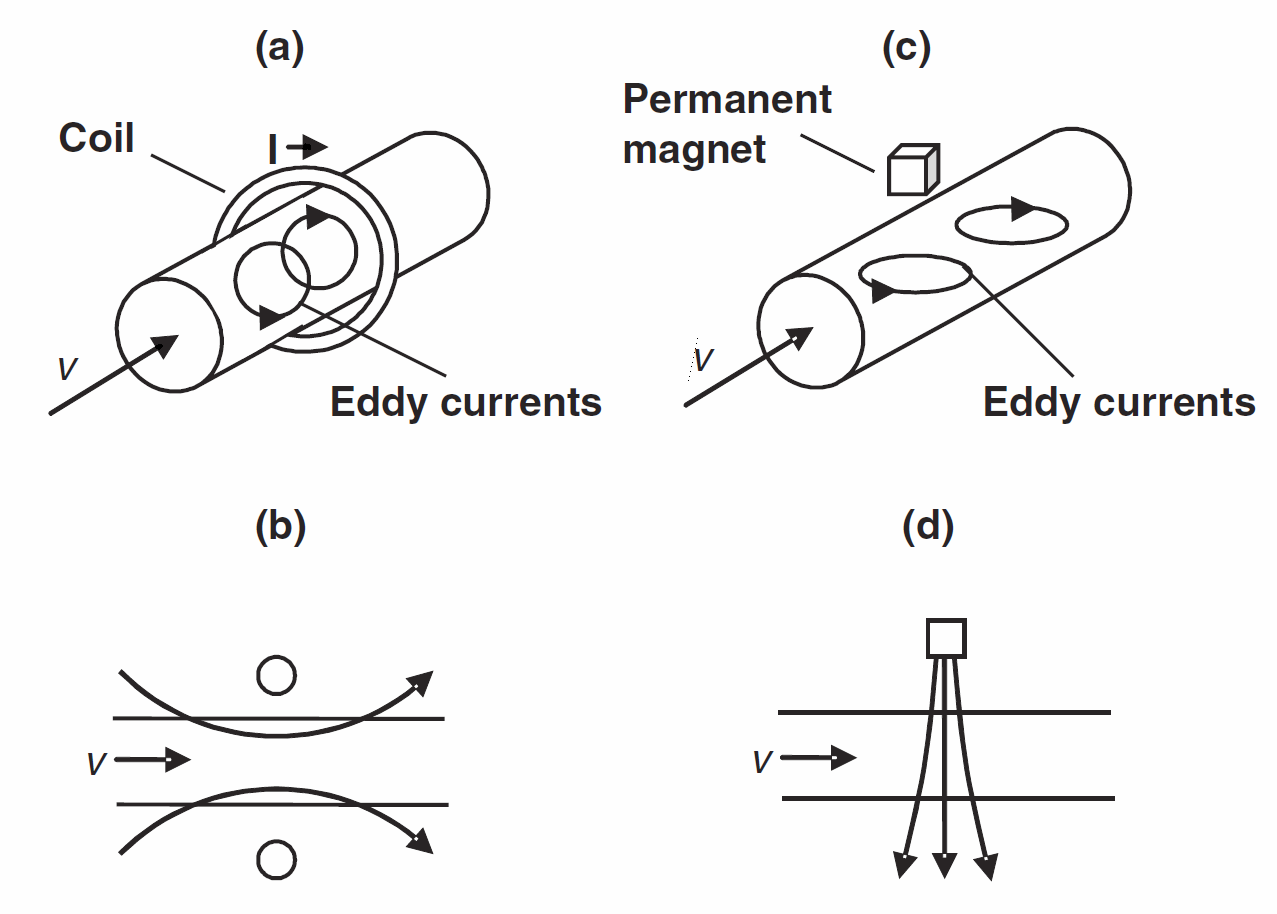
الشكل-3: مبدأ عمل مقياس تدفق السوائل بإستخدام قوة لورينتز LFv
توضع الوشيعة (a) وبنية الحقل المغناطيسي الدائم (b) من أجل مقياس تدفق طولاني. (c, d)لمقياس التدفق المستعرض.

### LFF الدوار

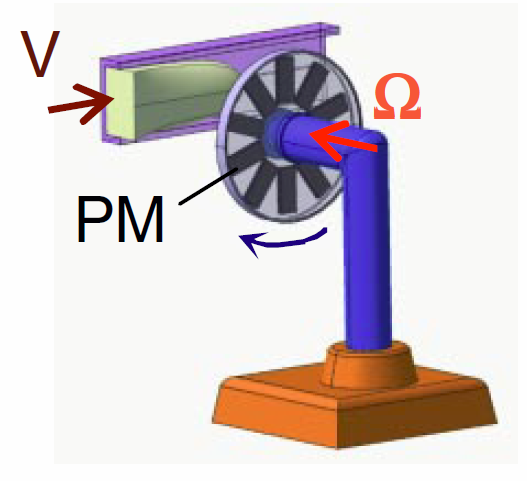
الشكل-5

يتألف من مغناطيس دائم دوار أو من مصفوفة من المغناطيسات الدائمة المتوضعة على عجلة دوارة كما يظهر في الشكل 4) حيث حقلها المغناطيسي له اتجاه عمودي مع العجلة أو المحور المتموضعة عليه. عندما يقرب هذا الجهاز من قناة يتدفق فيها سائل ناقل فإنه سوف يدور بحيث عزم القيادة الناجم عن تيارات إيدي المتحرضة في السائل يوازن عزم الكبح الناتج عن دوران المغناطيس. معدل دوران التوازن يتناسب طرداً مع سرعة تدفق وعكسيا مع المسافة بين المغناطيس والقناة. في هذه الحالة من الممكن قياس إما عزم الدوران على النظام المغناطيس أو السرعة الزاوية التي يدور العجلة.

## تطبيقات عملية
مقياس سرعة السوائل بإستخدام قوة لورينتز LFV يمكن أن يطبق أيضاً على المعادن الصلبة بشرط أن تكون ناقلة للكهرباء. كما ذكرنا سابقاً، قوة لورينتز المتولدة من قبل السائل تتناسب طردياً مع الناقلية الكهربائية. عادةَ الناقلية الكهربائية للسوائل المعدنية من الدرجة السادسة {\displaystyle 10^{6}~S/m} لذلك قوة لورينتز من مرتبة الميلي نيوتن mN. على أية حال هناك سوائل أخرى مهمة مثل الزجاج السائل أو السوائل الإيلكتروليت (electrolytic solutions) والتي تملك ناقلية كهربائية ضعيفة من المرتبة {\displaystyle \sim ~1~S/m} وبالتالي تكون قوة لورينتز من مرتبة الميكرو نيوتن أو حتى أقل

### مواد عالية الناقلية: معادن سائلة أو صلبة
بين الاحتمالات المختلفة لقياس تأثير المغناطيس على النظام، فقد تم تطبيقها بنجاح تلك التي تستند إلى قياس انحراف ال spring تحت تأثير القوة المطبقة .

### مواد منخفضة الناقلية

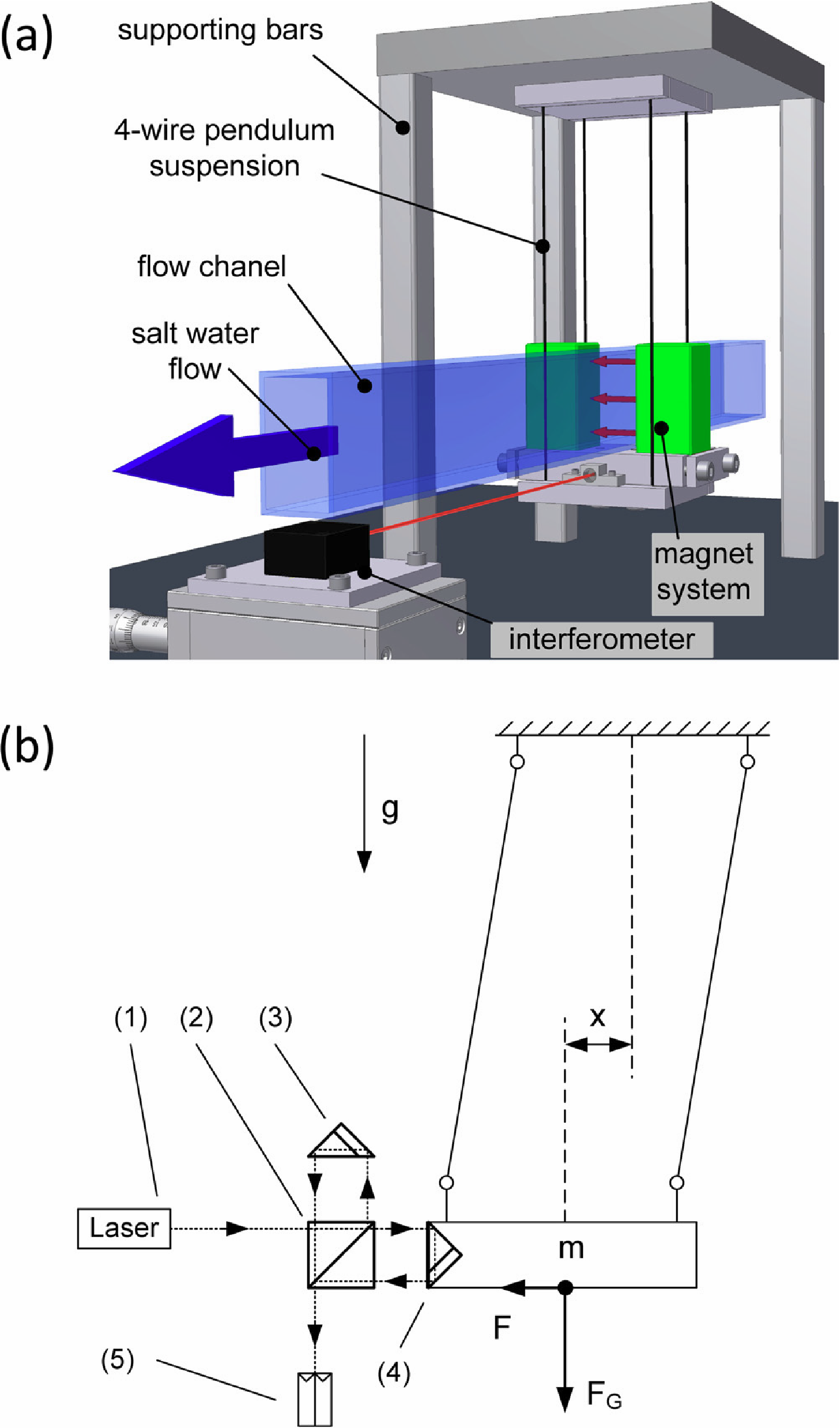
الشكل-6: مخطط لشكل مقياس لورنتز لتدفق السوائل لاتلامسي المستخدم في التجربة (a) تدفق مياه مالحة متضطربة (مع أرقام رينولدز تقريبا بين and) يتعرض إلى الحقل المغناطيسي التي تم إنشاؤها بواسطة نظام مغناطيسي دائم خفيف الوزن معلق على البندول بواسطة أربع أسلاك. يتم قياس تشريد البندول باستخدام انتروفيروميتر كما رسمت في (b): 1 – He-Ne-Laser, 2 – beam splitter, 3 – reference corner cube reflector, 4 – photo detector, and 5 – measurement corner cube reflector. Adapted from.

التطورات الحديثة بمقياس سرعة السوائل LFV هو قدرته على قياس تدفق السوائل ذات الناقلية الكهربائية المنخفضة electrolyte solutions with conductivity والتي هي 106 مرة أصغر من السوائل المعدنية الناقلة وذلك بإستخدام أجهزة حديثة لقياس القوة. هناك العديد من التطبيقات الصناعية والعلمية التي ترغب بقياس تدفق السوائل الجارية بطريقة لاتلامسية وعبر جدران معتمة. وتشمل هذه التطبيقات قياس تدفق المواد الكيميائية، والأغذية والمشروبات، والدم، المحاليل المائية في صناعة المستحضرات الصيدلانية، الأملاح المنصهرة في محطات توليد الطاقة الحرارية الشمسية،  وأيضاً الزجاج السائل الذي يستخدم في صناعات الأوبتيكس العالية الدقة. .
إن مقياس الجريان اللاتلامسي هو الجهاز الذي ليس على اتصال مع السوائل الميكانيكية ولا مع جدار الأنبوب الذي تتدفق فيه السوائل. مقاييس التدفق اللاتلامسية مفيدة في التطبيقات الملوثة بالإشعاعات الخطيرة مثل الجدران أو الأنابيب المخصصة للمواد المشعة والتي تتميز باهتزازات قوية. إذا كان السائل وجدار الأنبوب تتسم بالشفافية والسائل يحتوي على جزيئات التتبع، تقنيات القياس البصرية،  هي أداة فعالة بما فيه الكفاية لأداء قياسات لاتلامسية. ومع ذلك، إذا إما الجدار أو السائل معتم كما هو الحال في كثير من الأحيان في إنتاج الأغذية، والهندسة الكيميائية، وصنع الزجاج، والمعادن، وعدد قليل جدا من الاحتمالات لقياس تدفق لاتلامسي غير متوفر.
حتى الآن كانت هناك نموذجين اختبرت بنجاح من قياس سرعة تدفق، وتستند النماذج على حد سواء على قياسات انحراف الاجهزة مثل البندول (الشكل 5 ب). واحد من مرافق تجريبية تتألف من اثنين من الطاقة العالية (410 طن متري) المغناطيس مصنوعة من ندفيب معلقة بأسلاك رقيقة على جانبي القناة وبالتالي خلق مجال مغناطيسي عمودي على تدفق السوائل، ويقاس هنا انحراف عن طريق تداخل النظام، , (انظر الشكل 6 a)
النموذج الثاني يتألف من نظام التوازن المتأرجح والمعلق على مغناطيس مثالي مستند إلى مصفوفة هالباخ المغناطيسية بحيث تكون الكتلة الكلية لكلا نظامي المغناطيسي متساوية وتساوي ل (1 kg). هذا النظام يعطي استجابة أكبر ب 3 مرات بسبب التوزع المميز لكل عنصر مغناطيسي في مصفوفة هالباخ المغناطيسية وتفاعلها مع السائل المعروف شكله سطحه
في هذه الحالة إن استخدام أجهزة قياس قوة عالية الحساسية مرغوب فيه لإن تحديد سرعة التدفق مرتبطة بقوة لورينتز والتي تكون صغيرة جدا. هذه القوة بالإضافة للوزن الزائد الميت الذي لا مفر منه {\displaystyle F_{G}}للمغناطيس ({\displaystyle F_{G}=m\cdot g})هي حوالي {\displaystyle F/F_{G}=10^{-7}}.

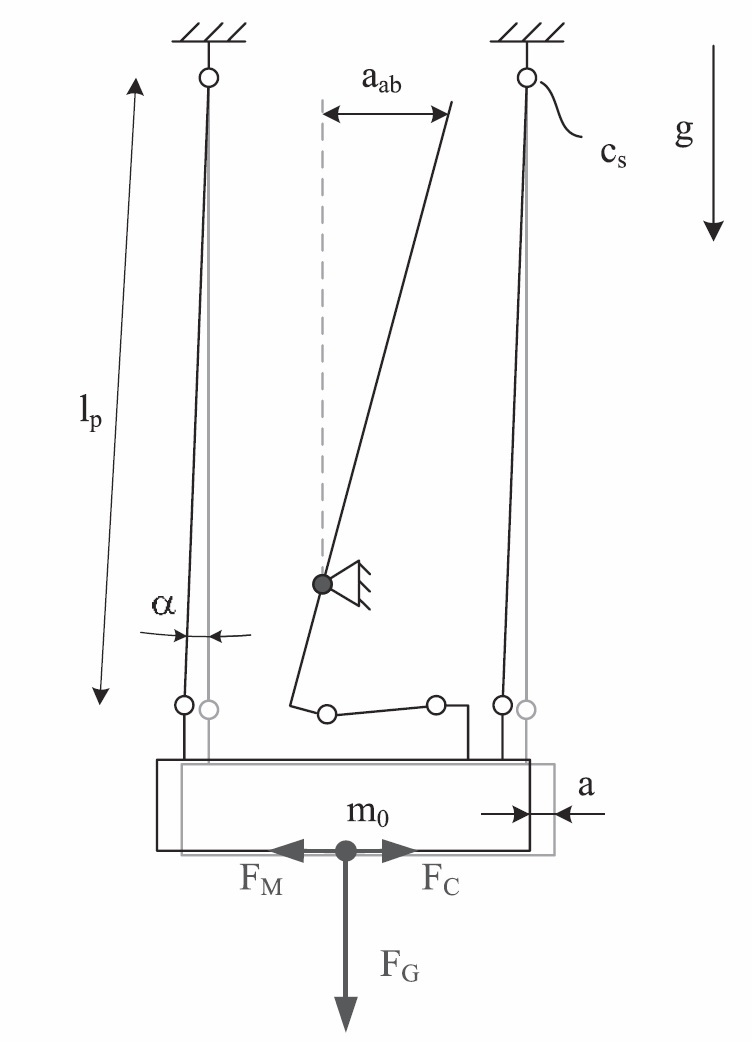
الشكل-7: مبدأ عمل القياسات، deflected pan carrier: -measurement force, -gravity, -force due to spring constant, -spring constant, -length of beams, a -deflection of pan carrier, -deflection of lever, -deflection angle, -dead load, -gravitational acceleration. Adapted from

### جهاز قياس الخواص الفيزيائية للسوائل المعدنية

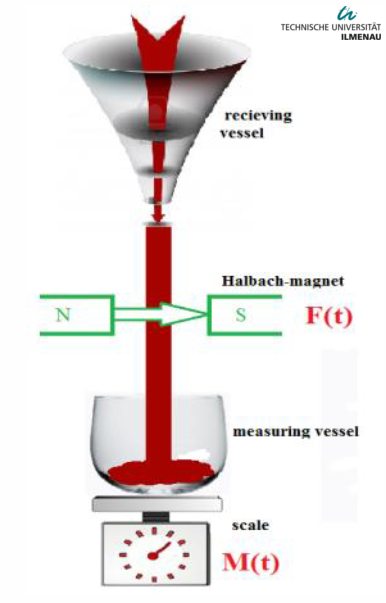
الشكل-8: مبدأ عمل جهاز لورينتز سغموميتري.

لورينتز فورس سيغموميتري  هو جهاز يقوم بقياس الخواص الفيزيائية للسوائل المعدنية. الاسم سيغمومتري مستوحى من سيغما وهو الرمز اليوناني المستخدم عادةً للناقلية الكهربائية.
حتى الآن الأجهزة المستخدمة في قياس الخواص الفيزيائية للسوائل المعدنية تعاني من مشاكل أهمها أنها تستخدم الكترودات توضع داخل السائل لقياس الناقلية الكهربائية ولكن في بعض الحالات حيث السوائل حارة جدا يحدث تفاعل كيميائي بين الالكترودات والسوائل المعدنية بحيث لا يمكن استخدام هذه الطريقة.
لورينتز فورس سغمومتري يقيس مبدئيا الناقلية الكهربائية من خلال قياس قوة لورينتز وكتلة السائل المقاس. في مراحل لاحقة سيتم استخدامه لقياس خواص فيزيائية أخرى كاللزوجة والكثافة.
مبدأ العمل جدا بسيط : عندما يمر السائل في القناة المعرضة للحقل المغناطيسي تتولد تيارات إيدي المتحرضة داخل السائل والتي تولد بدورها حقل مغناطيسي ثانوي. بسبب الحقل المغناطيس الخارجي وتيارات إيدي تتولد قوة لورينتز والتي تعاكس بإتجاهها اتجاه السائل وتسبب ببطء حركته. نحن نقيس القوة المساوية لقوة لورينتز والمعاكسة لها بالاتجاه (حسب قانون أوم الفعل ورد الفعل) والتي تؤثر على المغناطيس الدائم المحيط بالقناة. ثم يتجمع السائل في وعاء يوضع تحت القمع المصنوع من الزجاج (كوارتز من نوع خاص جداً لتحمل درجات حرارة عالية)فوق ميزان ونقيس كتلة السائل. نستخدم القيمتين المقاستين (القوة والكتلة) في هذه المعادلة لقياس الناقلية الكهربائية سيغما:
حيث أن : {\displaystyle \Sigma ={\frac {\sigma }{\rho }}} هو الناقلية الكهربائية الخاصة والذي يساوي إلى قسمة الناقلية الكهربائية للسائل {\displaystyle \sigma } إلى كثافة السائل {\displaystyle \rho }
{\displaystyle K} هو ثابت المعايرة والذي يتعلق ب شدة الحقل المغناطيسي المطبق على السائل وطول القناة المعرضة للحقل المغناطيسي وأبعاد الجهاز .
من المعادلة أعلاه تكون الكتلة الكلية للسائل المقاس تساوي :
حيث أن {\displaystyle {\tilde {F}}} هي تكامل قوة لورينتز المقاسة خلال كامل فترة القياس .
ومن خلال المعادلات أعلاه يمكننا حساب الناقلية الكهربائية للسائل من خلال هذه المعادلة البسيطة :

### القياس الآني لتدفق السوائل

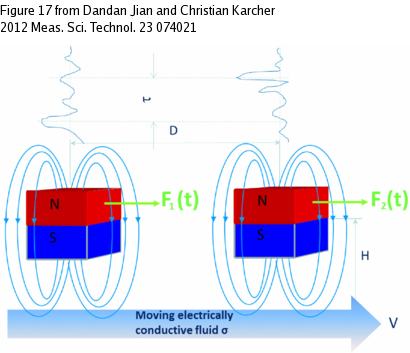
الشكل-9: مبدأ عمل القياس الآني لتدفق السوائل. Taken from

جهاز القياس الآني لتدفق السوائل بإستخدام قوة لورينتز،  تسعى لتحديد لا تلامسي لتدفق السائل في السوائل الموصلة. تبعاً ل جهاز القياس الآني في الشكل. 9, جهازي قياس متزامنين ومثبتين على قناة واحد تلو الآخر. القياس يعتمد بشكل أساسي على الحصول على تابع ترابط للإشارتين اللتان تسجلان من قبل جهازي قياس (عبارة عن مغناطيسين لهما شكل حذوة الحصان). يتكون كل نظام من المغناطيس وحساس قوة، بحيث يكون توليد قوة لورينتز وقياس القوة المكافئة لها (تساويها وتعاكسها بالاتجاه) يحدث بنفس الوقت. (من هنا جاءت تسمية الطريقة بالقياس الآني).
لن نحصل على معلومات جيدة من تابع الترابط إذا لم يكن هناك فارق جيد بين الإشارتين لذلك لا بد من توليد دوامات بلسائل المقاس من قبل مولد دوامات اصطناعي بحيث نحصل على قمة أولى للإشارة عند المغناطيس أو جهاز القياس الأول وقمة ثانية عند جهاز القياس الثاني. وثم تبعاً للزمن بين قمتي الإشارتين والمسافة بين جهازي القياس يمكننا تقدير وقياس السرعة النسبية للسائل وبالتالي قياس تدفق السائل :
حيث أن {\displaystyle D} هي المسافة بين جهازي القياس (المغناطيسين )و {\displaystyle \tau } هي التأخير الزمني بين قمتي الإشارتين المسجلتين. {\displaystyle k} ثابت نحصل عليه من التجربة كما في الشكل 9

## جهاز قياس تيارات إيدي المتحرضة لكشف عيوب المواد الناقلة

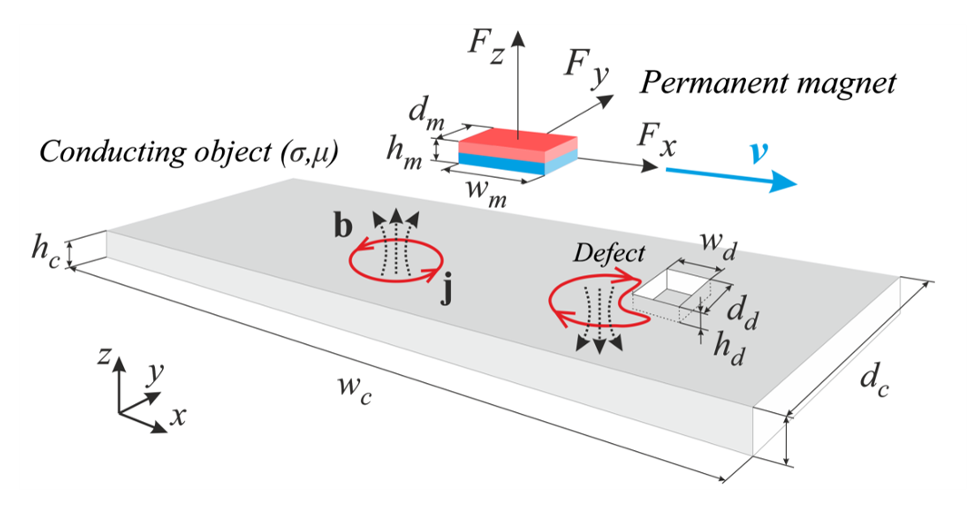
الشكل-10: مبدأ عمل LET
. Adapted from

هناك تحدي بقياس وكشف العيوب وعدم التجانس في المواد الصلبة الوصلة للكهرباء.
في النسخة التقليدية من أجهزة تيارات إيدي، حقل مغناطيسي متناوب يولد لتحريض تيارات إيدي في المادة المراد فحصها(AC). إذا كانت هذه المادة تحوي على عيب أو خلل فإن التوزع المكاني للناقلية الكهربائية لهذه المادة سيكون غير منتظم. وبالتالي مسار تيارات إيدي المتحرض سيكون مشوش أيضاً وبالتالي ستتعدل مقاومة الوشيعة المستخدمة لتوليد الحقل المغناطيسي المتناوب. من خلال قياس هذا التعديل بمقاومة الوشيعة يمكننا كشف وقياس العيب أو الصدع الموجود في المادة المراد فحصها.
بما إن تيارات إيدي المتحرضة يتم توليد بإستخدام حقل متناوب فهناك محدودية لها لاختراق المادة أو ما يسمى بتأثير القشرة تأثير جلدي (فيزياء).
وبالتالي فإن تطبيق النسخة التقليدية من أجهزة تيارات إيدي LET الحالية تقتصر على تحليل العيوب القريبة من سطح المادة، وعادة من أجل من ميلي متر واحد. لم تؤد المحاولات للتغلب على هذا القيد الأساسية باستخدام وشائع بالترددات المنخفضة وحساسات المجال المغناطيسي فائق التوصيل لتطبيقات واسعة النطاق.
هناك طريقة حديثة LET تستخدم مبدأ قوة لورينتز،  تستغل مزايا تطبيق حقول مغناطيسي مستمرة DC بدل من المتناوبة AC، والسرعة النسبية فتعطي قياس آني وسريع وعميق للناقلية الكهربائية للمادة المقاسة. هي تختلف عن الطرق القديمة من عدة نواحي :
1 - طريقة توليد أو تحريض تيارات إيدي في المادة المقاسة
2 - طريقة قياس وكشف اضطرابات هذه التيارات الناتجة عن عيب أو صدع المادة المقاسة
في الطريقة الحديثة، تتولد وتتحرض تيارات إيدي بسبب الحركة النسبية بين مغناطيس دائم (يوضع فوق المادة المقاسة) وبين المادة المراد كشف عيوبها. انظر الشكل. 10
أثناء حركة المغناطيس ففي حالة المادة تحوي على عيب تتغير قوة لورينتز ونقيس هذا التغير لمعرفة أبعاد العيب، أما في حال المادة لا تحوي عيوب فإن قوة لورينتز تبقى ثابتة .

## مزايا وعيوب أو محدوديات مقياس تدفق السوائل LFV
مزايا LFV :
- هي طريقة لاتلامسية لقياس تدفق السوائل
- يمكن تطبيقها بنجاح على السوائل الموصلة كهربائياً والتي تسبب تفاعلات كيميائية عدوانية عند درجات حرارة عالية .
- يمكن قياس السرعة الوسطية للسوائل من دون الاعتماد على لاتجانسية السوائل وعلى الدوامات

حدود تطبيق LFV :
```
* ضرورة التحكم في درجة الحرارة من نظام القياس بسبب الاعتماد القوي المجال المغناطيسي المغناطيس على درجة الحرارة.
```

ارتفاع درجة الحرارة يمكن أن يسبب خسارة لا تعوض من الخواص المغناطيسية للمغناطيس دائم (درجة حرارة كوري).
- محدودية منطقة القياس بأبعاد المغناطيس المستخدم كجهاز قياس
- الحاجة لجهاز كشف وتحديد مستوى السائل المقاس أثناء القياس في قناة محدودة
- التناقص السريع للحقول المغناطيسية تؤدي إلى تزايد قوى صغيرة على سطح المغناطيس.